# Алексеева, Мария Владимировна
Мария Владимировна Алексеева (род. 23 октября 1998, Старый Оскол, Белгородская область) — российская футболистка, защитница клуба «Зенит».

## Биография
Воспитанница футбольной школы «Олимп» (Старый Оскол), первый тренер — Дмитриева Наталья Алексеевна.
В середине 2010-х годов стала заниматься в УОР «Россиянка» (Московская область), играла за молодёжную команду клуба в первой лиге России. В 2017 году выступала за основной состав «Россиянки», дебютный матч в высшей лиге сыграла 18 апреля 2017 года против «Енисея», а всего за сезон провела 11 матчей. В составе «Россиянки» участвовала в играх еврокубков.
С 2018 года выступает за московский ЦСКА, однако не сразу стала игроком основы, сыграв в первом сезоне лишь два матча. В 2019 году приняла участие во всех 21 матчах чемпионата и стала со своим клубом чемпионкой России. После сезона 2023 покинула ЦСКА и перешла в «Зенит», но в начале сезона 2024 в составе «Зенита» не провела ни одного матча и в сезоне 2024 играла в «Крыльях Советов» на правах аренды.
Выступала за юношескую и молодёжную сборную России. В начале 2018 года вызывалась в национальную сборную, но в официальных матчах не играла.

## Достижения
- Чемпионка России: 2019, 2020
- Серебряный призёр чемпионата России: 2021, 2022, 2023